# Agregat prądotwórczy

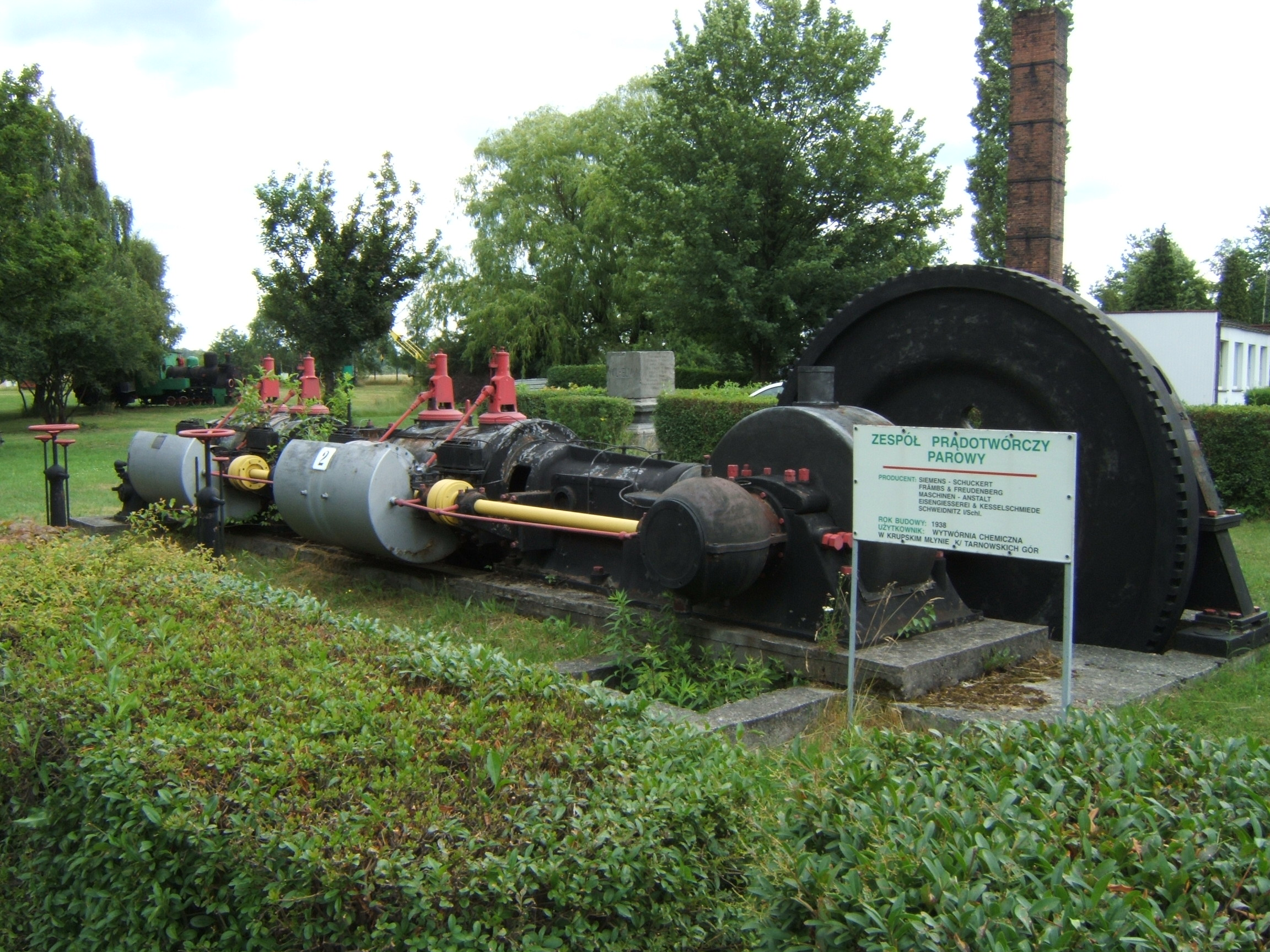
Zespół prądotwórczy parowy znajdujący się w Skansenie Maszyn Parowych przy Zabytkowej Kopalni Srebra w Tarnowskich Górach

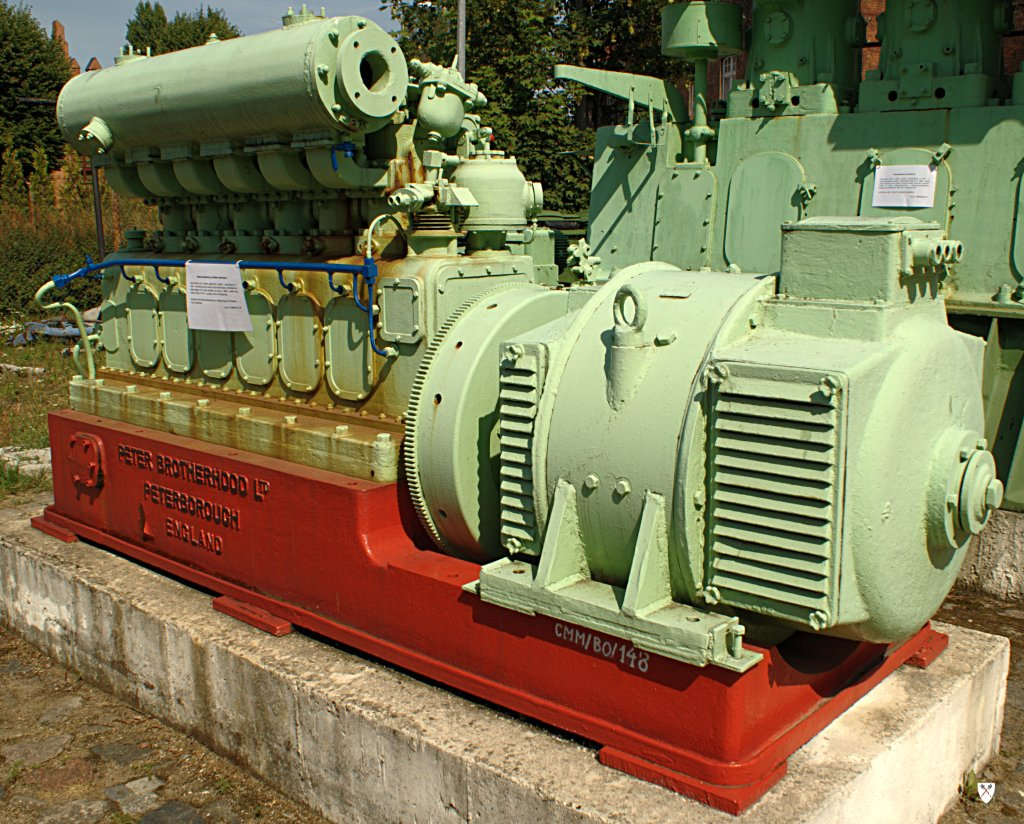
Agregat transatlantyku MS Batory w Narodowym Muzeum Morskim w Gdańsku

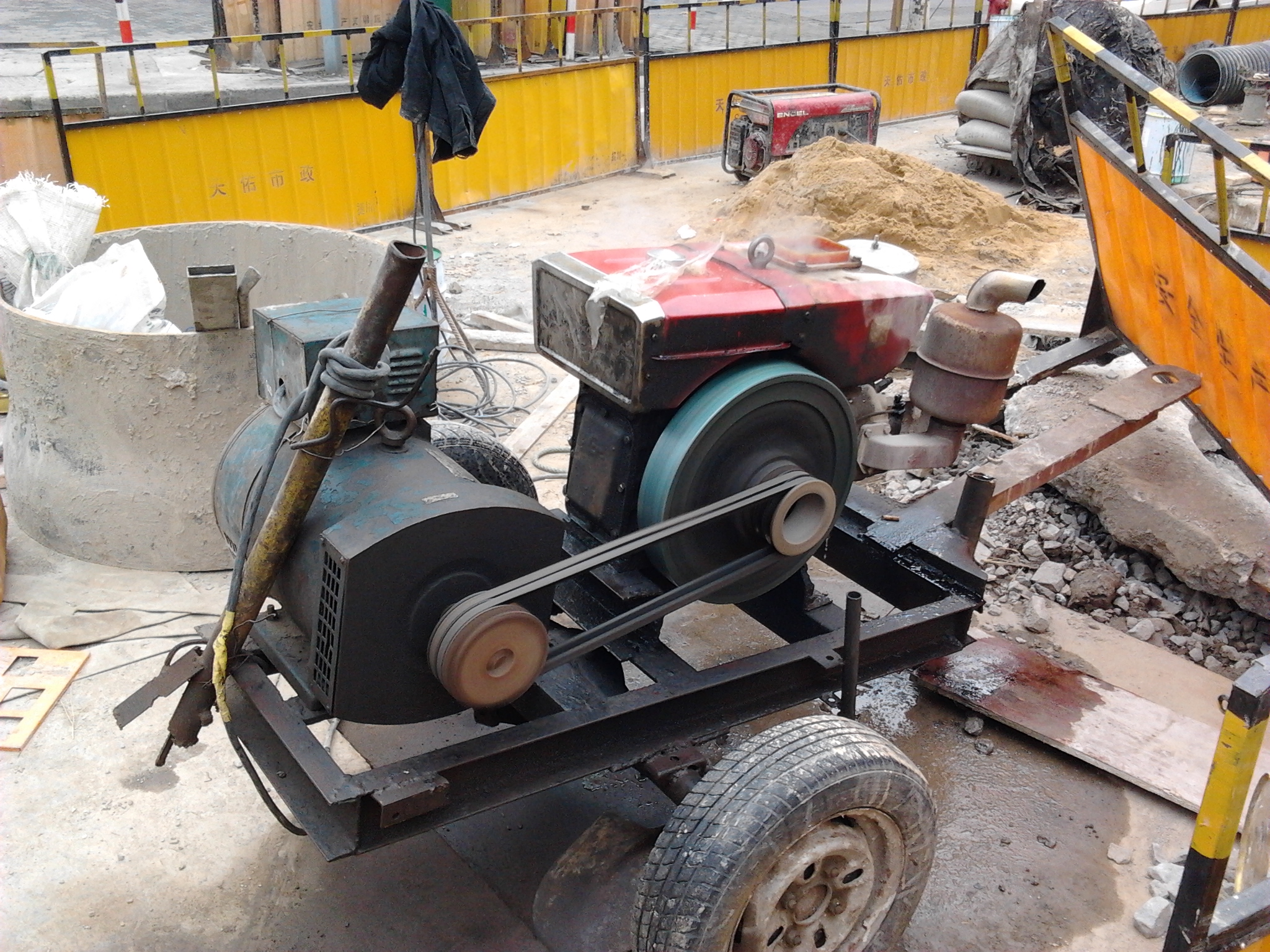
Agregat prądotwórczy typu SAM zasilany stacjonarnym silnikiem spalinowym

Agregat prądotwórczy (inaczej generator prądotwórczy) – urządzenie elektroenergetyczne stanowiące samodzielne źródło prądu składające się z prądnicy synchronicznej (z magnesami stałymi lub elektromagnesami), silnika spalinowego, rozdzielnicy elektrycznej oraz urządzeń kontrolno-pomiarowych i pomocniczych umieszczanych na wspólnej konstrukcji metalowej. Agregaty są więc autonomicznymi zespołami do wytwarzania energii elektrycznej.
Agregaty prądotwórcze mają zastosowanie w dwóch dziedzinach: 
- Agregaty prądotwórcze w zastosowaniu podstawowym służą do wytwarzania energii elektrycznej dla różnych potrzeb (siła napędowa, światło, ogrzewanie itd.) na tym obszarze, gdzie nie ma żadnych innych źródeł.
- Agregaty prądotwórcze w zastosowaniu pomocniczym są wtedy stosowane, gdy normalna sieć rozdzielcza jest przerwana i z tego powodu mogą powstać szkody materialne albo finansowe, lub przy przeciążeniach sieci.

W zależności od przeznaczenia agregaty prądotwórcze dzieli się na:
- agregaty prądotwórcze w zastosowaniu lądowym;
- agregaty prądotwórcze w zastosowaniu morskim.

Agregaty prądotwórcze w zastosowaniu lądowym w zależności od sposobu ich mocowania są wytwarzane w dwóch różnych wykonaniach:
- stałe mocowanie agregatów prądotwórczych (stała instalacja)
- ruchome agregaty prądotwórcze (ruchoma instalacja).

Te dwa wykonania mogą znów ze swojej strony być podzielone na liczne typy, a mianowicie w zależności od sposobu w jaki są uruchomiane na:
- agregaty z ręcznym sterowaniem;
- agregaty z automatycznym sterowaniem.

Budowa zespołów prądotwórczych:
- silnik wysokoprężny (diesel) lub benzynowy z rozruchem ręcznym lub elektrycznym; lub (silnik elektryczny, silnik Stirlinga (silnik cieplny), silnik parowy, silnik pneumatyczny, Silnik P.M.M)
- prądnica synchroniczna samowzbudna (na magnesy stałe lub elektromagnesy) (może być wyposażona w stabilizację napięcia AVR);
- metalowa rama wraz z amortyzatorami metalowo-gumowymi;
- akumulatory z osprzętem (jeżeli występuje);
- zbiornik paliwa;
- przyłącza z gniazdami;
- tłumik spalin;
- obudowa wyciszona (jeżeli występuje)
- rozruch agregatu na gorąco w przypadku silników spalinowych, cieplnych, parowych; rozruch na zimno silniki elektryczne i pneumatyczne.